# 18. Infanterie-Brigade (Deutsches Kaiserreich)
Die 18. Infanterie-Brigade war ein Großverband der Preußischen Armee.

## Geschichte
Die 18. Infanterie-Brigade wurde am 29. April 1852 in Glogau in Niederschlesien aufgestellt und hatte dort bis 1894 ihren Standort, als sie nach Liegnitz verlegt wurde. Sie war Teil der 9. Division mit Standort in Glogau, die dem V. Armee-Korps in Breslau zugeordnet war.

### Gliederung
- 1852 1854

7. Infanterie-Regiment, Landwehr-Regiment
- 1855 bis 1859

18. Infanterie-Regiment, 7. Landwehr-Regiment
- 1860 bis 1864

Königs-Grenadier (2. Westpreußisches) Regiment Nr. 7, 2. Niederschlesisches Infanterie-Regiment Nr. 47, 2. Niederschlesisches Landwehr-Regiment Nr. 7
- 1865 bis 1866

Königs-Grenadier (2. Westpreußisches) Regiment Nr. 7, Schlesisches Füsilier-Regiment Nr. 38, 2. Westpreußisches Landwehr-Regiment Nr. 7
- 1867

Königs-Grenadier (2. Westpreußisches) Regiment Nr. 7, 2. Niederschlesisches Infanterie-Regiment Nr. 47, 2. Westpreußisches Landwehr-Regiment Nr. 7
- 1868 bis 1869

Wie vor, zusätzlich 2. Niederschlesisches Landwehr-Regiment Nr. 47
- 1871 bis 1889

Königs-Grenadier (2. Westpreußisches) Regiment Nr. 7, 2. Posensches Infanterie-Regiment Nr. 19, 2. Westpreußisches Landwehr-Regiment Nr. 7, 2. Niederschlesisches Landwehr-Regiment Nr. 47
- 1889 bis 1900

Wie vor, ohne Landwehr-Regimenter
- 1901 bis 1914

Grenadier-Regiment König Wilhelm I (2. Westpreußisches) Nr. 7, 5. Niederschlesisches Infanterie-Regiment Nr. 154
- Kriegsgliederung bei Mobilmachung 1914

Grenadier-Regiment König Wilhelm I (2. Westpreußisches) Nr. 7, 5. Niederschles. Infanterie-Regt. Nr. 154, Jäger-Bataillon „von Neumann“ (1. Schlesisches) Nr. 5, Ulanen-Regiment Kaiser Alexander III von Rußland (Westpreußisches) Nr. 1
- Kriegsgliederung am 3. Mai 1918

Grenadier-Regiment „König Wilhelm I.“ (2. Westpreußisches) Nr. 7, 5. Niederschlesisches Infanterie-Regiment Nr. 154, Infanterie-Regiment von Coubière (2. Posensches) Nr. 19, Maschinengewehr-Scharfschützen-Abteilung Nr. 16, 2. Eskadron Regiment Königs-Jäger zu Pferde Nr. 1

### Deutscher Krieg 1866
Im Krieg Preußens gegen das Kaisertum Österreich war die Brigade im Verband der 19. Division an der Schlacht bei Skalitz und dem Gefecht bei Schweinschädel beteiligt.

### Deutsch-Französischer Krieg 1870/1871
Im Deutsch-Französischen Krieg war die Brigade im Verband der 9. Division an der Schlacht bei
Weißenburg beteiligt.

### Erster Weltkrieg
Mit der Mobilmachung im August 1914 musste die Brigade das Brigade Ersatz Bataillon 18 aufstellen und kam im Verband der 9. Divisionausschließlich an der Westfront zum Einsatz.
Zu den Kampfhandlungen, Gefechten und Schlachten siehe Kampfgeschehen der 9. Division.

### Brigadekommandeure
| Name                               | Datum                                  |
| ---------------------------------- | -------------------------------------- |
| Hermann von der Schulenburg        | 4. Mai 1852 bis 15. Januar 1855        |
| Karl Wilhelm Anton von Schon       | 16. Januar 1855 bis 7. Juli 1857       |
| Friedrich von Schwartz             | 8. Juli 1857 bis 10. März 1862         |
| Emil von Glisczynski               | 11. März 1862 bis 8. Januar 1864       |
| Heinrich von Horn                  | 9. Januar 1864 bis 29. Oktober 1866    |
| Wilhelm von Mirbach                | 30. Oktober 1866 bis 13. Juli 1870     |
| William von Voigts-Rhetz           | 14. Juli 1870 bis 17. Juli 1870        |
| Alexander von Stahr                | 18. Juli 1870 bis 12. April 1872       |
| William von Goeben                 | 13. April 1872 bis 3. Februar 1873     |
| Konstantin von Busse               | 4. Februar 1873 bis 11. Dezember 1876  |
| Peter von Mutius                   | 12. Dezember 1876 bis 12. Mai 1879     |
| Oskar von Klaß                     | 13. Mai 1879 bis 15. November 1882     |
| Arndt von Steuben                  | 16. November 1882 bis 10. Februar 1886 |
| Hugo von der Lochau                | 11. Februar 1886 bis 9. August 1888    |
| Gustav Ahlborn                     | 10. August 1888 bis 13. Februar 1891   |
| Rudolf d’Orville von Löwenclau     | 14. Februar 1891 bis 26. Januar 1895   |
| Maximilian von Mützschefahl        | 27. Januar 1895 bis 7. Oktober 1898    |
| Hermann von Eichhorn               | 8. Oktober 1898 bis 17. Mai 1901       |
| Friedhelm von Ranke                | 18. Mai 1901 bis 16. Mai 1902          |
| Karl von Oppeln-Bronikowski        | 17. Mai 1902 bis 23. September 1906    |
| Max von Wallenberg                 | 24. September 1906 bis 17. August 1908 |
| Hans Heinrich August Kuntzen       | 18. August 1908 bis 19. März 1911      |
| Richard von Conta                  | 20. März 1911 bis 26. Januar 1914      |
| Otto Hermann Wilhelm Falckenheiner | 27. Januar 1914 bis 25. Dezember 1914  |
| Max von Schuckmann                 | 26. Dezember 1914 bis 8. April 1916    |
| Max Hein                           | 9. April 1916 bis 16. September 1918   |
| Gerhard von Heymann                | 17. September 1918 bis Kriegsende      |